# 苗33線
苗33線（中和－下埔），是台灣苗栗縣一條南北向的鄉道，北起後龍鎮中和里中和，於台61線赤土崎交流道開始，南至西湖鄉高埔村下埔李屋，全長共計14.84公里。

## 行經行政區域
苗栗縣
- 後龍鎮：中和（ 苗32線岔路，近 台61線赤土崎交流道） → 灣瓦（ 苗33-1線線岔路）→ 西湖鄉界
- 西湖鄉：後龍鎮界 → 二湖村 → 僑文（ 台1線岔路）→ 伯公坑 → 四湖（ 苗35線岔路）→ 下埔（ 苗34-4線岔路）

## 沿線風景
- 西湖鄉自行車車道[1]
- 劉恩寬古宅（彭城劉氏宗祠）
- 惜字亭（二級古蹟）
- 台灣海峽
- 西湖溪

## 重要地標
- 宣王宮：又稱雲梯書院。[2]上面還刻著「啟發乾坤秘，傳流宇宙心」，意思是要啟發智慧，才能流傳給下一代的子孫。[2]
- 土地公廟（伯公坑）
- 僑文國小
- 瑞湖國小
- 四湖活動中心

## 交會公路
- 苗32線
- 台61線
- 苗33-1線
- 台1線
- 苗35線
- 苗34-4線